# Центар за грађанске слободе
Центар за грађанске слободе (укр. Центр Громадянських Свобод) је украјинска организација за људска права коју води украјинска адвокатица Олександра Матвијчук. Основана је 2007  са циљем да изврши притисак на украјинску владу да учини земљу демократскијом. Организацији је додељена Нобелова награда за мир 2022. заједно са Алешом Бјајатским и руском организацијом Меморијал.

## Име
Према статуту организације, пуни назив организације је Центар за грађанске слободе Организација цивилног друштва, а скраћени назив је Центар за грађанске слободе. На својој веб страници организација себе углавном назива у варијанти Центар за грађанске слободе.

## Историја
Центар за грађанске слободе основан је у Кијеву, Украјина 30. маја 2007. Организација је ангажована на увођењу законских амандмана у покушају да учини Украјину демократскијом и да побољша јавну контролу над агенцијама за спровођење закона и правосуђем.
У време евромајданских протеста 2013—2014, група је покренула пројекат Евромајдан СОС да пружи правну подршку демонстрантима који су учествовали у протестима и да прати злоупотребе које су починиле снаге безбедности тадашњег председника Виктора Јануковича.
Након руске анексије Крима 2014. и почетка рата у Донбасу, организација је почела да документује политички прогон на Криму и злочине на територији коју контролишу Луганска Народна Република и Доњецка Народна Република које подржава Русија. Организација је такође започела међународне кампање за ослобађање илегално затворених људи у Русији, на Криму који је анектирао Русију и у Донбасу.
Након руске инвазије на Украјину 2022. Центар за грађанске слободе је такође почео да документује руске ратне злочине почињене током рата. Норвешки Нобелов комитет је 2022. навео је да та организација „игра пионирску улогу у позивању криваца на одговорност за своје злочине".
Датума 7. октобра 2022. Центру за грађанске слободе додељена је Нобелова награда за мир 2022, заједно са Алешом Бјајатским и руском организацијом Меморијал. То је била прва Нобелова награда икада додељена украјинском држављанину или организацији. На конференцији за новинаре 8. октобра 2022. године, челница Центра за грађанске слободе Олександра Матвијчук изјавила је да ни украјински председник Володимир Зеленски ни било који други (украјински) владин званичник нису честитали Центру за грађанске слободе на освајању Нобелове награде. Матвијчук је рекла да су можда покушали, али су могли бити неуспешни јер су се она и њена колегиница „управо враћале са пословног пута“.